# Sames (Pirineos Atlánticos)
 Sames  (Samatze en euskera, Samas en occitano) es una población y comuna francesa, en la región de Aquitania, departamento de Pirineos Atlánticos, en el distrito de Bayona y cantón de Nive-Adour.

## Heráldica
Cortado: 1º, en campo de azur, un caballo contornado y andante, de plata, con silla de gules, y 2º, en campo de sinople, una banda de plata, cargada de gemelas de azur; medio partido de gules con una cruz de Malta, de plata.

## Demografía
| Gráfica de evolución demográfica de Sames (Pirineos Atlánticos) entre 1800 y 2012 |
|                                                                                   |

Fuentes: Ldh/EHESS/Cassini e INSEE.